# كينغ إيدو
كينغ إيدو (بالإنجليزية: King Udoh)‏ هو لاعب كرة قدم إيطالي ونيجيري في مركز الهجوم، ولد في 5 سبتمبر 1997 في ريدجو إميليا في إيطاليا. لعب مع يوفنتوس.

## وصلات خارجية
- كينغ إيدو على موقع قاعدة بيانات كرة القدم.إي يو (الإنجليزية)
- كينغ إيدو على موقع Soccerway.com (الإنجليزية)